# NA4
NA4 (auch BCDMS und  MUON SC.) war ein Experiment am Super Proton Synchrotron des CERN, das von 1975 bis 1985 durchgeführt und 1995 abgeschlossen wurde. Ziel war die Erforschung der inklusiven tiefinelastischen Streuung von Myonen. Sprecher der Kollaboration waren Carlo Rubbia (1976–1980), Crtomir Zupancic (1980–1982), Arnold Staude (1982–1984) und Rüdiger Voss von der Ludwig-Maximilians-Universität München (1984–1992).

## Aufbau
Kernkomponente des Spektrometers war ein ungefähr 55 Meter langer, mehrkomponentiger, magnetisierter Eisen-Torus mit einer Aussparung in der Mitte für die Proben. Jede Komponente hatte eine Länge von 5,25 Meter und war von der nächsten Komponente durch einen Zwischenraum von 40 bis 60 Zentimeter getrennt. In jeder Komponente befand sich neben dem Eisenzylinder eine separate Probe aus Wasserstoff, Deuterium oder Kohlenstoff. Zudem gehörten zu jedem Komponentenblock Vieldraht-Proportionalkammern und Trigger um die Bahn der Myonen zu bestimmen. In jedem Zwischenraum befanden sich ein Füllsystem für die Proben sowie Hodoskope. Das magnetische Feld im Inneren des Torus war nahezu konstant und erreichte 2 Tesla.